# TransAsia Airways
A TransAsia Airways (復興航空) foi uma companhia aérea de Taipei, Taiwan. Ela operava principalmente no mercado interno, mas também atuava na Coreia do Sul e em Macau, China, além de alguns destinos turísticos.
Em 22 de novembro de 2016, após as perdas provocadas pelos acidentes com os voo 222 e Voo 235, a empresa anunciou a dissolução e a suspensão de todos os voos.

## Nome
O nome da empresa em chinês (复兴航空) significa "A empresa aérea da restauração da glória". 

## Frota

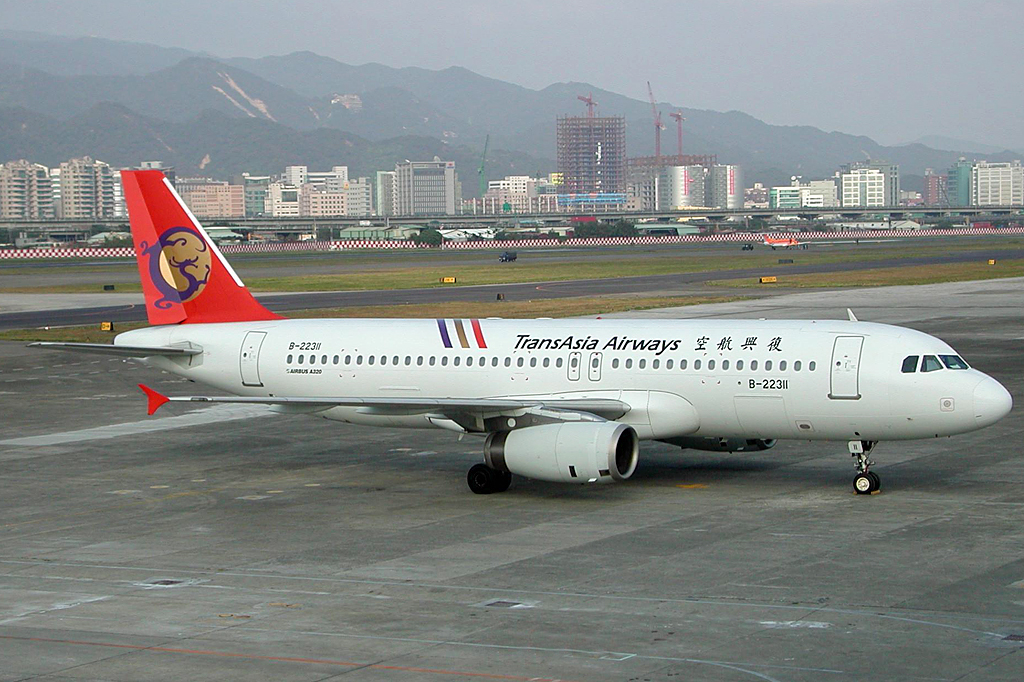
Airbus A320 da TransAsia Airways.

Dados de Julho de 2007:
- 2 Airbus A320
- 5 Airbus A321
- 1 ATR 72-200
- 8 ATR 72-500

## Acidentes e incidentes
- No dia 23 de julho de 2014, um ATR-72 da companhia caiu ao tentar pousar no aeroporto de Ilhas Pescadores, Taiwan, matando 48 das 58 pessoas a bordo.[4]
- No dia 4 de fevereiro de 2015, um ATR-72 da companhia, caiu logo depois de decolar do aeroporto de Taipé, matando 43 das 58 pessoas a bordo.[5] Curiosamente um vídeo do momento do acidente acabou sendo gravado.

## Ligações Externas
- Site Oficial TranAsia Airways